# Славония
Славония (на хърватски: Slavonija; на сръбски: Славонија; на немски: Slawonien; на унгарски: Szlavónia) е историко-географска област в Източна Република Хърватия.

## Местоположение
Разположена е между реките Драва на север (границата с Унгария), Сава на юг (границата с Босна и Херцеговина) и Дунав на изток (границата със Сърбия). Областта е житницата и най-добре развитият селскостопански регион в Хърватска.

## Стопанство
Славония е предимно селскостопански регион. Отглеждат се пшеница и царевица, захарно цвекло, както и овощарство – ябълки, круши и сливи. В източната част на областта е развито и лозарството и винопроизводството. Животновъдството също е добре развито. Отглеждат се предимно свине и говеда. Развито е и риболовството.
Славония разполага с големи горски масиви, от които се добива дървесина още от 19 век.

## Население
В Славония мнозинството от населението е хърватско, а сърбите са най-голямото малцинство в областта. Данните за населението са от преброяването през 2001.

### Етнически състав по жупании
- Вировитишко-подравска: 89,47% хървати, 7,08% сърби, 0,27% унгарци, 0,25% албанци, 0,10% чехи
- Осиешко-баранска: 83,89% хървати, 8,73% сърби, 2,96% унгарци, 0,65% словаци, 0,30% цигани, 0,29% германци, 0,26% албанци, 0,15% словенци, 0,12% бошняци, 0,11% черногорци
- Пожешко-славонска: 88,68% хървати, 6,54% сърби, 0,92% италианци, 0,90% чехи, 0,26% унгарци, 0,17% албанци, 0,14% словаци
- Бродско-посавска: 93,98% хървати, 3,02% сърби, 0,33% цигани, 0,21% бошняци, 0,18% украинци, 0,16% албанци
- Вуковарско-сремска: 78,27% хървати, 15,45% сърби, 1,00% унгарци, 0,88% русини, 0,65% словаци, 0,56% бошняци, 0,24% албанци, 0,23% украинци

### По-големи градове
1. Осиек 114 616
2. Славонски брод 64 612
3. Винковци 35 912
4. Вуковар 31 670
5. Джаково 30 092
6. Пожега 28 201
7. Вировитица 22 618
8. Нашице 17 320
9. Жупаня 16 383
10. Нова Градишка 15 833

## Галерия
- Осиек, църквата Св. Михаил
- Джаково, катедралата Св. Петър
- Вуковар, главната улица
- Кино „Урания“, Осиек